# Regne d'Ibèria
El Regne d'Ibèria va ser un antic regne situat al sud del Caucas, format per la confederació tribal dels saspers cap a finals del segle iv aC. Els ibers, governats per les dinasties Farnabàzida, Arsàcida i Cosròides, juntament amb els habitants de la veïna Còlquida, a l'oest, formarien a l'edat mitjana un nou reialme, unificat per la dinastia Bagrationi, que seria conegut a Pèrsia i Europa amb el nom de Geòrgia.
Amb la campanya d'evangelització efectuada per santa Nina, el cristianisme esdevingué religió d'estat per ordre del rei Mirian III. A començaments del segle vi passà a ser un estat vassall de l'Imperi Sassànida. El 580, el rei Ormazd IV abolí la monarquia ibera, que tingué com a darrer rei Bakur III, i Ibèria esdevingué una província persa.

## Extensió

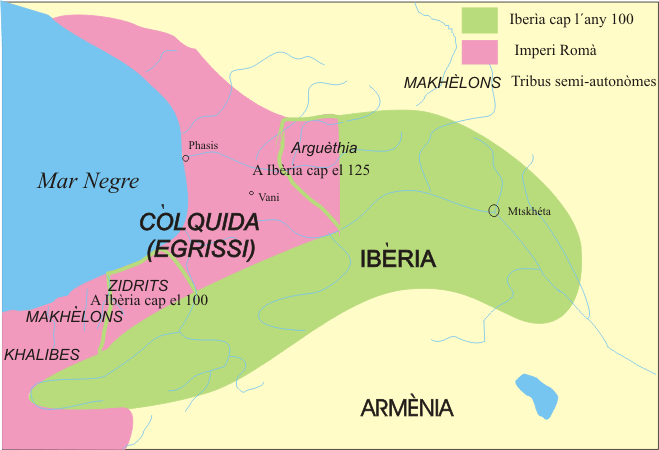
Regne d'Ibèria en verd; el país veí en rosa és la Còlquida, que al esdevingué el regne dels lazis.

El regne limitava a l'oest amb la Còlquida, separat d'aquella regió per les muntanyes Moskiki (Moschichi montes, amb la fortalesa de Sarapama, en georgià Skharapani), a l'est amb l'Albània del Caucas, al sud amb Armènia i al nord amb el Caucas. Els seus rius principals eren el Cyrus (Kur) i l'Aragus (Aragvi). El principal pas a l'oest era el de les portes de Shevi (modern Dariyel), en una roca sobre el riu Terek (georgià: Shevis Kharu) i a l'est el congost de Derbent; des d'Armènia, el pas principal era per Kars, al nord de l'Aragus.

## El nom
L'origen de la paraula "Ibèria" no és clar i s'han proposat diverses teories etimològiques per explicar-lo. Segons la de Guiorgui Melikixvili, deriva dels mots que els armenis empraven per designar aquesta regió, Վիրք (pronunciat Virkʿ), de [Իվիրք] (pronunciat Ivirkʿ) i [Իվերք] (pronunciat Iverkʿ), termes que estan connectats amb el mot Sver (o Svir), que feien servir els kartvelis per designar els habitants d'aquesta regió. La lletra "s" en aquesta paraula és un prefix afegit a l'arrel ver- (o vir-), que també està en la paraula iber. Segons la teoria proposada per Ivane Javakhishvili, la designació Ibèria correspon al significat «l'ètnia de Sber», que és una variant de Sver, el qual derivaria del terme Hber (Hver) i de les variants en armeni, Veria i Viria. Seguint aquest raonament, una altra possibilitat és que el mot derivi de Saspers > Speri > Hberi > Iberi.
Segons una proposta diferent, derivaria d'un mot emprat pels habitants de la Còlquida, Imer, i voldria dir «país de l'altra banda de les muntanyes», en referència a serralada de Likhi, que separava la Còlquida d'Ibèria. També hi ha qui el relaciona amb l'arrel indoeuropea *PiHwerjoHn amb el significat de «fèrtil».

## Orígens ètnics
En època prehistòrica, l'àrea del Caucas estava habitada per diverses tribus pertanyents a la cultura de Kura-Araxes, que els grecs anomenaven col·lectivament ibers (o ibers de l'est, per no confondre'ls amb els ibers de la península Ibèrica). Els ibers del Caucas estaven dividits, segons Estrabó, en quatre classes socials: la reialesa, els sacerdots, els guerrers i el poble. La seva vestimenta dels habitants de les valls era similar a la dels armenis i medes, però a les muntanyes era similar a la dels escites i sàrmates.
Els mushki esmentats per alguns historiadors antics, i els seus possibles descendents els saspers (esmentats per Heròdot), podrien haver estat els responsables de la consolidació de poblaments permanents en aquesta àrea. Els mushki es van desplaçar lentament cap al nord-est deixant assentaments en el seu trajecte. Un d'aquests assentaments seria Mtskheta, la futura capital del Regne d'Ibèria. De la tribu fundadora d'aquesta ciutat sorgí el títol que portaven els seus governants mamasakhlisi (“pare de la llar”).

## Història

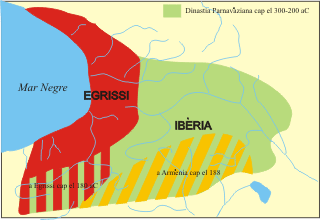
Regne d'Ibèria, amb la província d'Ègrissi en roig.

Els primers documents que narren la fomació d'aquest regne són cròniques medievals, en una d'aquestes titulada Moktsevay Kartlisay (La conversió de Kartli), diu que en temps d'Alexandre el Gran, els grecs van arribar al país, van assassinar el governador de Mtskhétha, que es deia Samara, i van posar com a governador un cap grec anomenat Azon. Passat un temps, un nebot de Samara, Parnavaz, que era nadó quan van arribar els grecs, i la seva mare l'havia amagat a les muntanyes, es va associar amb Kudji, un governador d'una província d'Ègrissi, per revoltar-se contra Azon. La rebel·lió va triomfar i Azon va morir en la lluita. Parnavaz es va proclamar rei. Va establir governadors locals en totes les regions, càrrec que es va anomenar eristhavi, menys el Kartli interior, que va ser encomanat a un espaspéta, és a dir, comandant en cap, amb un territori des l'Aragvi fins al Tachiskari. A finals del segle ii aC, un altre rei d'aquesta dinastia, Farnajom, fou destronat pels seus súbdits i la corona passà a un príncep armeni, Àrsaces I, iniciador de la dinastia Arsàcida, que ascendí al tron d'Ibèria l'any 93 aC.
El 65 aC, Lucul·le va entrar al país empaitant Mitridates VI Eupator i va obligar el rei Artoces a demanar la pau i esdevenir aliat romà. Els reis d'Ibèria van ser des de llavors aliats de Roma, encara que sovint actuaren amb independència. L'any 35, el rei Mitridates d'Ibèria (Mitridates II) i el seu germà Farasmanes (després rei Pharsman I d'Ibèria) van envair Armènia a petició de Roma, en suport del pretendent part Tiridates III de Pàrtia. El 114 Ibèria va reconèixer l'emperador Trajà. Rarament els reis van deixar el bàndol romà fins a mitjan segle iii, quan els perses van imposar la seva sobirania als reis per uns anys i encara que van tornar a l'aliança romana després pel tractat de Nisibis entre Roma i Pèrsia del 298, ja la influència política romana al país va minvar.
El 284 un rei persa, fill del xa, va pujar al tron d'Ibèria amb el nom de Mirian III d'Ibèria. El tractat del 298 el va fer client romà. Sota Constantí el Gran, una dona captiva anomenada Nina, va començar la conversió dels ibers al cristianisme. El 337, es va instaurar el cristianisme com a religió d'estat. Tot i ser fidel aliat de Roma, Mirian III no es va pas enfrontar amb els perses, però després d'ell el seu fill Saurmag II d'Ibèria (Sauramaces) va ser clarament pro romà.
Els perses el van foragitar i van col·locar un rei més favorable, però els romans van atacar el país i, pel tractat del 370, es va dividir en dos regnes: un sota control romà i un sota control persa, amb dos reis (a la part romana Saurmag, el que havia estat enderrocat). Abans del 380, els perses imposaren el seu control absolut. Un representant del xa anomenat pitiakhch es va establir a Ibèria, a la vila fortificada de Tblisi, amb l'encàrrec de vigilar els reis d'Ibèria. Els aristòcrates locals, els aznauris, als quals els reis s'oposaven, es van posar al costat de Pèrsia i el càrrec de pitiakhch va recaure sovint en aznauris de confiança. L'intent d'eliminació del cristianisme i la substitució pel mazdeisme provocà una revolta general a Transcaucàsia (450-451) que els perses van controlar amb dificultat, però després el procés d'assimilació es va aturar.
Durant la guerra entre l'Imperi Romà d'Orient i els sassànides, les portes ibèriques van esdevenir domini dels huns, que van oferir cedir el país a l'emperador romà d'Orient Anastasi, però aquest va construir Darus i el rei persa Kovad es va apoderar dels congosts del Caucas i els va fortificar per prevenir les incursions d'huns i altres bàrbars.

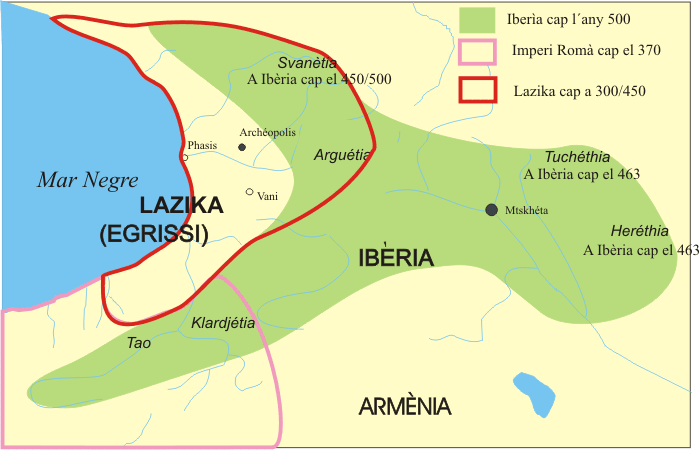
Regne d'Ibèria durant Vakhtang I Gorgasal

El rei Vakhtang va ser primerament fidel a Pèrsia, de la qual es va valer per a enfortir-se, però després s'hi va girar en contra. El poder reial havia estat abolit a la regió d'Albània el 463 (tot i que va ser restaurat cap al 485) i el perses s'enfrontaven als huns heftalites. Vakhtang es va rebel·lar però va ser derrotat. Solament l'impuls armeni li va permetre de recuperar en tron un any després. El seu fill Datxi i el successor d'aquest, Gurguèn o Bakur II, van seguir polítiques similars al pare, d'aliança amb l'Imperi Romà d'Orient, i poca col·laboració amb Pèrsia. El 510 la monarquia va ser abolida a Albània. Quan els perses intentaren imposar els costums mazdaistes en els funerals (cadàvers exposats als ocells de presa i als gossos) el rei Bakur II d'Ibèria començà negociacions secretes amb l'Imperi Romà d'Orient, per revoltar-se, però només va rebre un destacament poc nombrós. Els perses, assabentats, ocuparen el país. Bakur fugí a la regió veïna, Làzica (Ègrissi) amb els seus fidels. Les fortaleses frontereres de Skande i Chorapani foren conquerides pels perses, però no entraren més enllà de Làzica. Ibèria fou declarada província persa, que junt amb altres territoris caucàsics formà un koustak governat per un espaspéta, dividit en chahrs amb marzbans com a administradors (un marzban rebé el govern d'Ibèria). Ibèria encara va existir després com a territori (curopalatinat) romà d'Orient, i fou anomenat Kartli pels georgians.

## Escriptura
Els ibers van crear un alfabet propi per escriure. Encara que no hi ha una data precisa de la seva creació, sembla que es començà a fer servir amb la introducció del cristianisme en la regió central del Karli. Aquest alfabet, actualment dit alfabet georgià, fou probablement creat en un període situat entre la conversió al cristianisme del rei Mirian III (326 o 337) i les inscripcions de Bir el Qutt, datades l'any 430, contemporani a l'aparició de l'alfabet armeni. En part inspirat en els caràcters de l'alfabet grec, però afegint-ne altres que representen fonemes propis, es feu servir al començament per traduir la Biblia i altres textos cristians per monjos vinguts de Palestina.

## Religió
El cristianisme començà a introduir-se des del segle i. La tradició diu que dos dels apòstols, sant Andreu, sant Simó i santa Matata hi van predicar. En aquell temps, els ibers compartien creences de la mitologia grega, el mitraisme i cultes a altres déus locals, que mantingueren fins al segle iv. La converssió final es produí l'any 327 quan santa Nina de Capadòcia, parent del màrtir sant Jordi, arribà i convencé el rei Mirian III que la seva era la veritable fe. Amb això el país esdevingué un dels primers del món a fer-se cristià.

## Arquitectura
De la Ibèria romana se'n conserven alguns vestigis de muralles i fortins, construïdes amb l'ajut dels legionaris, com la d'Armazi. Però va ser en l'arquitectura religiosa on es generà un estil propi, el germen del que seria l'arquitectura georgiana. Mirian III encarregà la construcció a Mtskheta, la capital, de la primera església a Ibèria, que estigué acabada el 379, situada en el lloc on ara està la catedral de Svetitskhoveli.

## Relació amb la península Ibèrica
El fet que una mateixa paraula ibers es fes servir per designar els primitius habitants de la península Ibèrica i els súbdits del Regne d'Ibèria ha creat, en primer lloc, la necessitat per distingir-los de crear les expressions ibers occidentals i ibers orietals (i també ibers del Caucas), i en segon lloc la d'investigar si hi va haver algun lligam ètnic entre ambdós pobles.
Alguns historiadors antics i medievals van suggerir, tot i la llunyania entre els territoris habitats per cadascun d'aquests pobles, que podien haver tingut un origen comú. Aquesta teoria va tenir defensors sobretot a l'edat mitjana, un escriptor georgià d'aquella època, el religiós Jordi l'Hagiorita (1009–1065) narra el desig d'alguns nobles georgians de viatjar cap a l'oest i conèixer els altres, que ell anomena georgians d'occident. Els historiadors moderns, però, no han trobat cap evidència que demostri un lligam comú.

## Reis d'Ibèria
- Samara de Mtskhetha ? -322
- Azon 322-302

Dinastia Farnabàzida o Kartlòsida
- Parnavaz I (Farnabaz o Farnabaces 302-237 (o 299-234 aC)
- Saurmag I (Sauromas o Sauromaces) 237-162 o 234-159 aC (fill)

Farnabàzida / Nebròtida
- Mirian I (Mirvan I) 162-112 o 159-112 aC (gendre, adoptat com a fill)
- Farnajom 112-93 o 109-90 aC (fill)

Dinastia Artàxida o Arxacúnida
- Àrsaces I o Artàxies I 93-81 o 90-78 aC (cunyat de Parnadjom i gendre de Mirian I)
- Artag (Artas o Artoces I) 81-64 o 78-63 aC (fill)
- Parnavaz II (Farnabaz o Farnabaces II) 64-33 o 63-30 aC (fill)
- Bartom I (fill d'Artag) (seria el mateix que Parvanaz II?)

Dinastia Nebròtida (restaurada)
- Mirian II (Mirvan II) 33-23 o 30-20 aC (fill de Farnadjom)
- Àrsaces II o Artàxies II 23-2 o 20 aC-1 dC (fill)

Dinastia Artàxida o Arxacúnida (restaurada per via d'adopció)
- Adreki (Aderc) (fill de Bartom/Parnavaz II), seria el mateix personatge que Pharsman I segons Toumanoff, però més probablement seria Mitridates d'Ibèria
- Pharsman I cap a l'1 aC-58 dC o 2aC a 55 dC (net adoptiu de Parnavaz II/Bartom)

Regne dividit?
- Bartom II rei a Mtsekheta vers 55-72 (fill de Pharsman I / d'Adreki, podria ser el mateix personatge que Mitridates d'Armènia)
- Qartam 55-72 (germà) (rei a Armaz)
- Kaos 72-87 (fill de Bartom II) (rei a Mtskheta)
- Armazel 87-? (fill) (rei a Mtskheta)
- Derok ? (fill) (rei a Mtskheta)
- Mirdat I o Mitridates I (fill) (o segons Cyril Toumanoff fill de Pharsman I) (rei a Mtskheta)
- Pharsman 72-87 (segons les cròniques fill de Qartam, rei a Armaz)
- Azork 87-1? (fill) (Rei a Armaz)
- Hamazasp I (o Amazap I) 106-116 (fill)) (rei a Armaz)
- Pharsman II Kveni (el Benfactor) 116-142 o 116-132 (fill) (rei a Armaz)
- Radamist (Adam) 142-145 o 132-135 (fill)
- Pharsman III 145-185 o 135-185 (fill)
- Hamazasp II (o Amazap II) 185-189 (fill)

Arsàcides
- Rev I el Just, 189-216 (fill de Volageses II d'Armènia)
- Vatxe I 216-234 (fill)
- Bakur I 234-249, (fill)
- Mirdat II o Mitridates II, 249-265 (fill)
- Hamazasp III o Amazap III 260-265 (rebel, possiblement de la dinastia artàxida)
- Aspagur I 265-284 (fill de Mirdat II)

Cosròides
- Mirian III (Maruan o Mirvan III) 284-361 (fill del xa de l'Iran)
- Rev II 345-361 (fill, associat)
- Saurmag II (Sauromas o Sauromaces) 361-368 o 361-363 (fill de Rev II)
- Varaz Bakur I (Aspagur II) 368-? o 363-365 (fill de Mirian III)

Diarquia 370-378 (dos regnes, un client romà, l'altre client persa)
- Mirdat III (Mitridates III) ?-380 o 365-380 (fill)
- Saurmag II (Sauromas o Sauromaces) (rei del 361 al 363) 370-378

Protectorat persa
- Varaz Bakur II (Aspagur III) 380-394 (fill de Mirdat III)
- Tiridates 394-406 (fill de Rev II)
- Pharsman IV 406-409 (fill de Varaz Bakur II)
- Mirdat IV (Mitridates IV) 409-411 (germà)
- Artxil 411-435 (fill)
- Mirdat V (Mitridates V) 435-447 (fill)
- Vakhtang I Cap de Llop 447-c. 502 o 447-522 (fill)
- Vatxe II c. 500-514 o 522-534 (fill)
- Bakur II (Gurguèn) c. 514-528 o 534-547 (fill)
- annexió a Pèrsia cap al 525/535

Reis nominals
- Pharsman V 528-542 o 547-561 (fill)
- Pharsman VI 542-547 o 561-?(nebot de Pharsman V)
- Bakur III 547-c. 570 o ?-580 (fill)
- Guaram el Curopalata (no membre de la dinastia)